# جون لي (ممثل)
جون لي (بالإنجليزية: John Lee)‏ هو ممثل أسترالي، ولد في 31 مارس 1928 بلاونسستون في أستراليا، وتوفي في 21 ديسمبر 2000 بملبورن في أستراليا.

## أعمال

### مسلسلات
- العودة إلى عدن

## وصلات خارجية
- جون لي على موقع IMDb (الإنجليزية)
- جون لي على موقع أول موفي (الإنجليزية)
- جون لي على موقع قاعدة بيانات الأفلام السويدية (السويدية)
- جون لي على موقع قاعدة بيانات الفيلم (الإنجليزية)
- جون لي على موقع كينوبويسك (الروسية)